# 剧团
剧团（英語：Theatre companies），又称戏班，古称梨园，是指以表演戏剧为目的而组成的团体。剧团工作人员包括演员、导演等。

## 中国历史上的剧团
剧团或戏班在中国古代称为“梨园”，而其中的演员则称为“梨园弟子” 。历史上，梨園原本是唐朝皇帝遊樂的地方，舉行的活動包括拔河、打球等。唐玄宗自作新曲名曰“道調法曲”，曾选伶人三百人在禁院梨园中歌舞，“聲有誤者，帝必覺而正之”，《霓裳羽衣曲》在梨园亦有表演。